# Арже (Атлантски Пиринеји)
Арже (фр. Arget) насеље је и општина у југозападној Француској у региону Аквитанија, у департману Атлантски Пиринеји која припада префектури По.
По подацима из 2011. године у општини је живело 92 становника, а густина насељености је износила 23,0 становника/km². Општина се простире на површини од 4 km². Налази се на средњој надморској висини од 131 метар (максималној 182 m, а минималној 75 m).

## Демографија
| 1962. | 1968. | 1975. | 1982. | 1990. | 1999. | 2011. |
| ----- | ----- | ----- | ----- | ----- | ----- | ----- |
| 110   | 99    | 100   | 97    | 79    | 83    | 92    |

График промене броја становника у току последњих година